# Sopot (Kumanovo)
Pour les articles homonymes, voir Sopot (homonymie).
Sopot (en macédonien Сопот, en albanais Sopoti) est un village du nord de la Macédoine du Nord, situé dans la commune de Kumanovo. Le village comptait 318 habitants en 2002.

## Démographie
Lors du recensement de 2002, le village comptait :
- Macédoniens : 2
- Albanais : 306
- Serbes : 6
- Bosniaques : 1
- Autres : 3